# Эфиопия на Паралимпийских играх
Эфиопия на Паралимпийских играх впервые приняла участие в 1968 году на летних Играх в Тель-Авиве, и с тех пор принимает участие на всех летних Играх (не участвовали в Играх 1972, 1984, 1988, 1992, 1996 и 2000 годов). На зимних Играх делегация Эфиопии не участвовала ни разу.
На настоящее время спортсмены Эфиопии завоевали на всех Играх в сумме 3 медали, из них 1 золотую.

## Медальный зачёт

### Медали летних Паралимпийских игр
| Игры                | Золото         | Серебро        | Бронза         | Всего          | Место          |
| ------------------- | -------------- | -------------- | -------------- | -------------- | -------------- |
| 1968 Тель-Авив      | 0              | 0              | 0              | 0              | —              |
| 1972 Гейдельберг    | не участвовали | не участвовали | не участвовали | не участвовали | не участвовали |
| 1976 Торонто        | 0              | 0              | 0              | 0              | —              |
| 1980 Арнем          | 0              | 0              | 0              | 0              | —              |
| 1984—2000           | не участвовали | не участвовали | не участвовали | не участвовали | не участвовали |
| 2004 Афины          | 0              | 0              | 0              | 0              | —              |
| 2008 Пекин          | 0              | 0              | 0              | 0              | —              |
| 2012 Лондон         | 0              | 1              | 0              | 1              | 67             |
| 2016 Рио-де-Жанейро | 0              | 1              | 0              | 1              | 69             |
| 2020 Токио          | 1              | 0              | 0              | 1              | 59             |
| Итого               | 1              | 2              | 0              | 3              |                |